# Herb gminy Trzebielino
Herb gminy Trzebielino – jeden z symboli gminy Trzebielino, ustanowiony 30 sierpnia 2005.

## Wygląd i symbolika
Herb przedstawia na tarczy koloru błękitnego wizerunek czerwonego rybogryfa z srebrnym ogonem, złotą koroną i dziobem (nawiązanie do rodu Puttkamerów), trzymającego w szponach złoty konar dębu.